# Borgermolen
De Borgermolen is een voormalige watermolen in buurtschap Heisterbrug bij Schinnen in de Nederlands Zuid-Limburgse gemeente Beekdaelen. De watermolen stond op de Geleenbeek. Stroomopwaarts lagen op deze beek de Heisterbrugger korenmolen en de Heisterbrugger oliemolen naast elkaar, stroomafwaarts lag de Olie-watermolen.
De molen ligt naast het Kasteel Terborgh. Het is een rechthoekig gebouw met een verdieping, opgetrokken in vakwerk en gedekt door een schilddak.

## Geschiedenis
In 1501 werd de Borgermolen voor het eerst vermeld.
In de Franse tijd was de molen de banwatermolen van de heerlijkheid Schinnen.
In 1854 werd deze watermolen met twee houten waterraderen genoemd met een waterpeilvaststelling. Ze stonden schuin achter elkaar met ieder een eigen watergang waar het rad draaide en een eigen maalsluis. Het voorste rad lag tegen de gevel met een breedte van 78 centimeter en een doorsnede van 5,46 meter en fungeerde als roggemolen. Het achterste rad had een breedte van 76 centimeter en een doorsnede van 5,28 meter en fungeerde als tarwemolen.
Voor 1888 werd het achterste rad verwijderd en was alleen het voorste rad met de peilvaststelling nog aanwezig. Het was toen een middenslagrad met een breedte van 82 centimeter en een doorsnede van 5,34 meter en was voorzien van een krop (kroprad). Op ongeveer 170 meter boven de molen splitste de Geleenbeek zich in twee takken en was er een verdeelwerk met twee lossluizen. De afslagtak liep vervolgens langs de achterkant van het kasteel om zich bij de Spaubeker oliemolen weer te verenigen met de molentak.
Tot in het midden van de jaren 1930 werd de molen nog gebruikt, maar de laatste paar jaar alleen voor eigen gebruik van de pachter van landgoed Terborg. De molen was toen al zo vervallen dat het herstellen tot een draaiende molen niet lonend was.
In 1939 werd het stuwrecht van de Heisterbruggermolen en de Borgermolen afgekocht. Daarna werd de beek verlegd.
Sinds 1967 is het gebouw een rijksmonument.

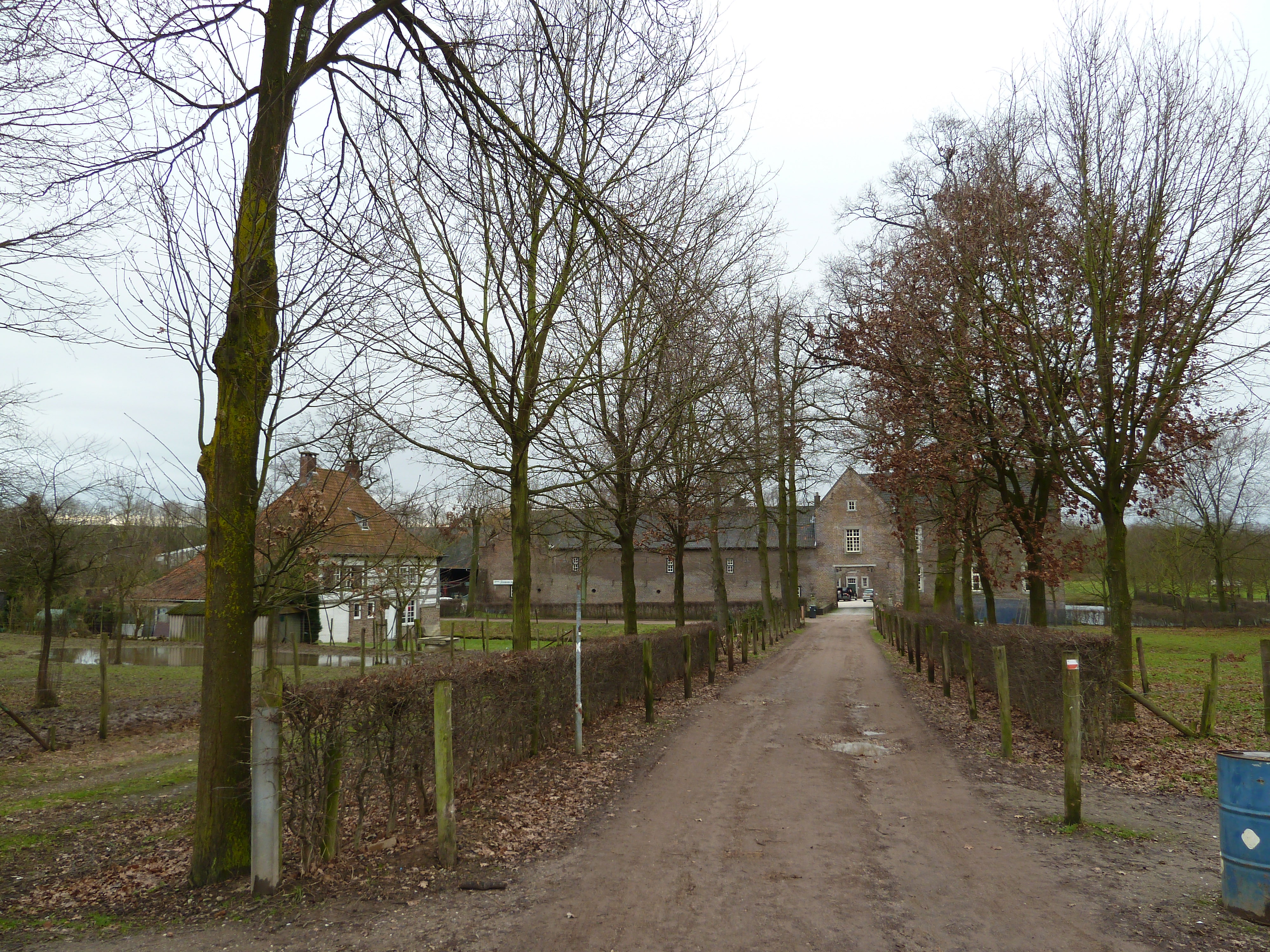
De oprijlaan naar Kasteel Schinnen met links de molen
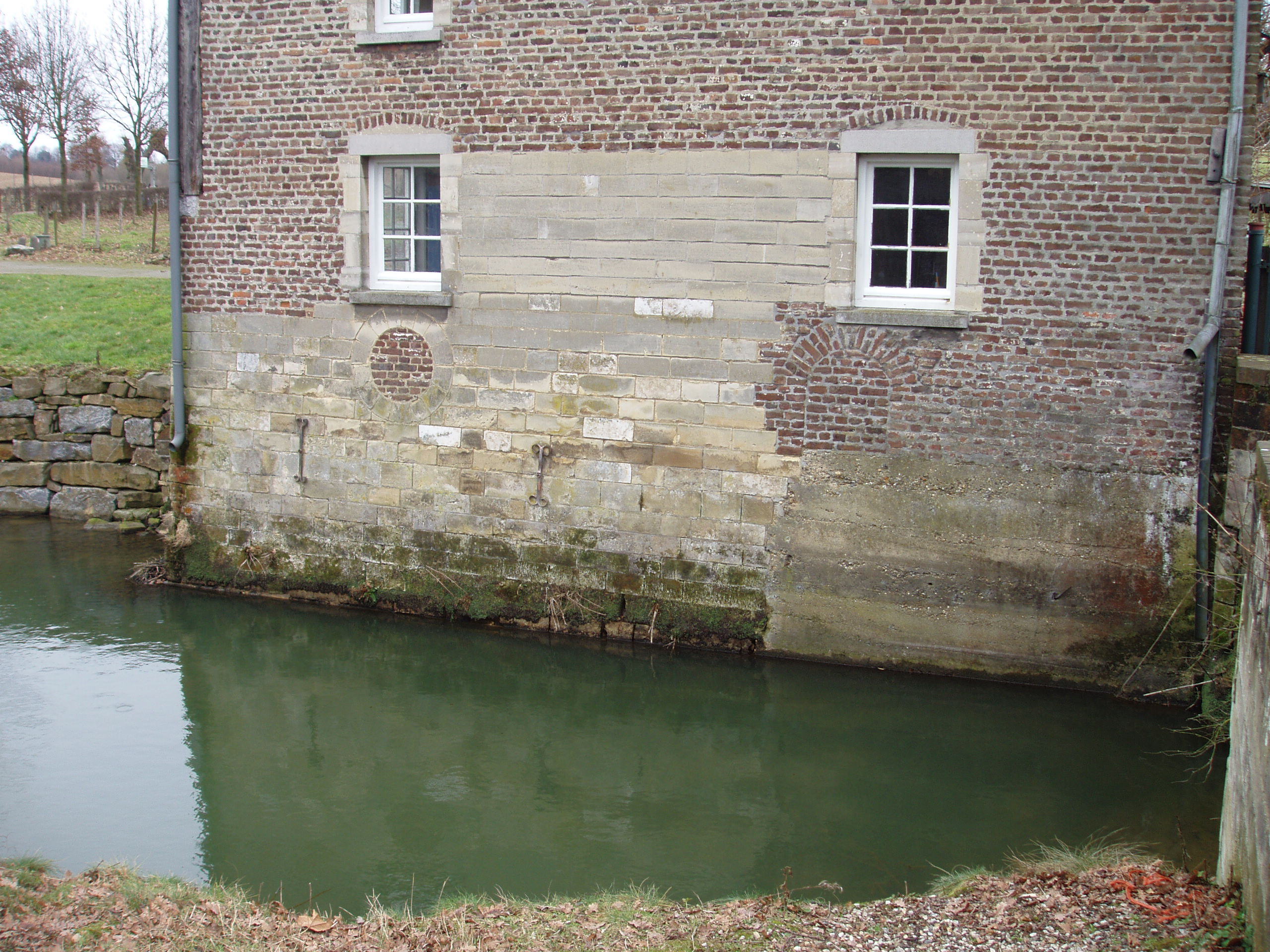
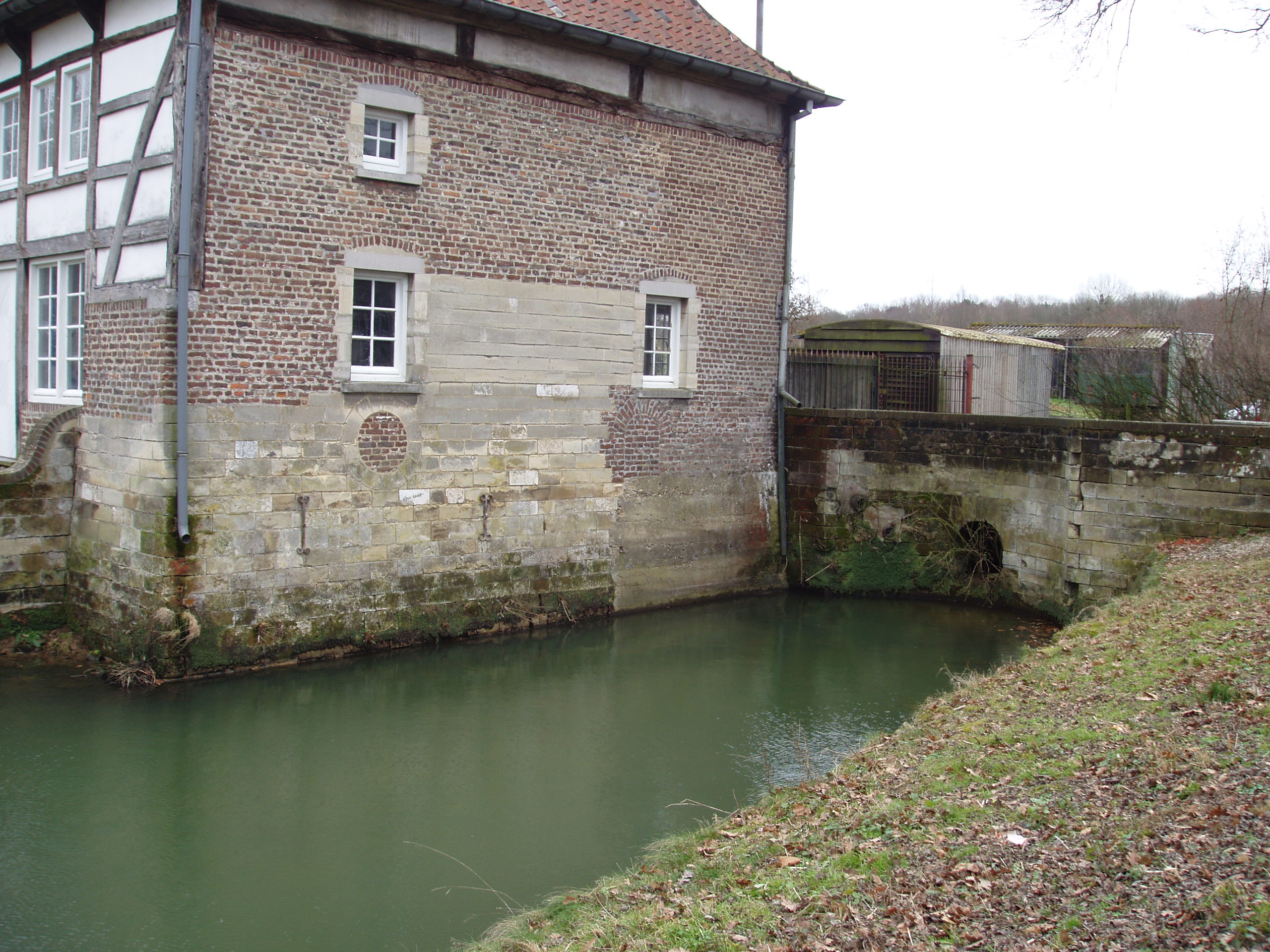
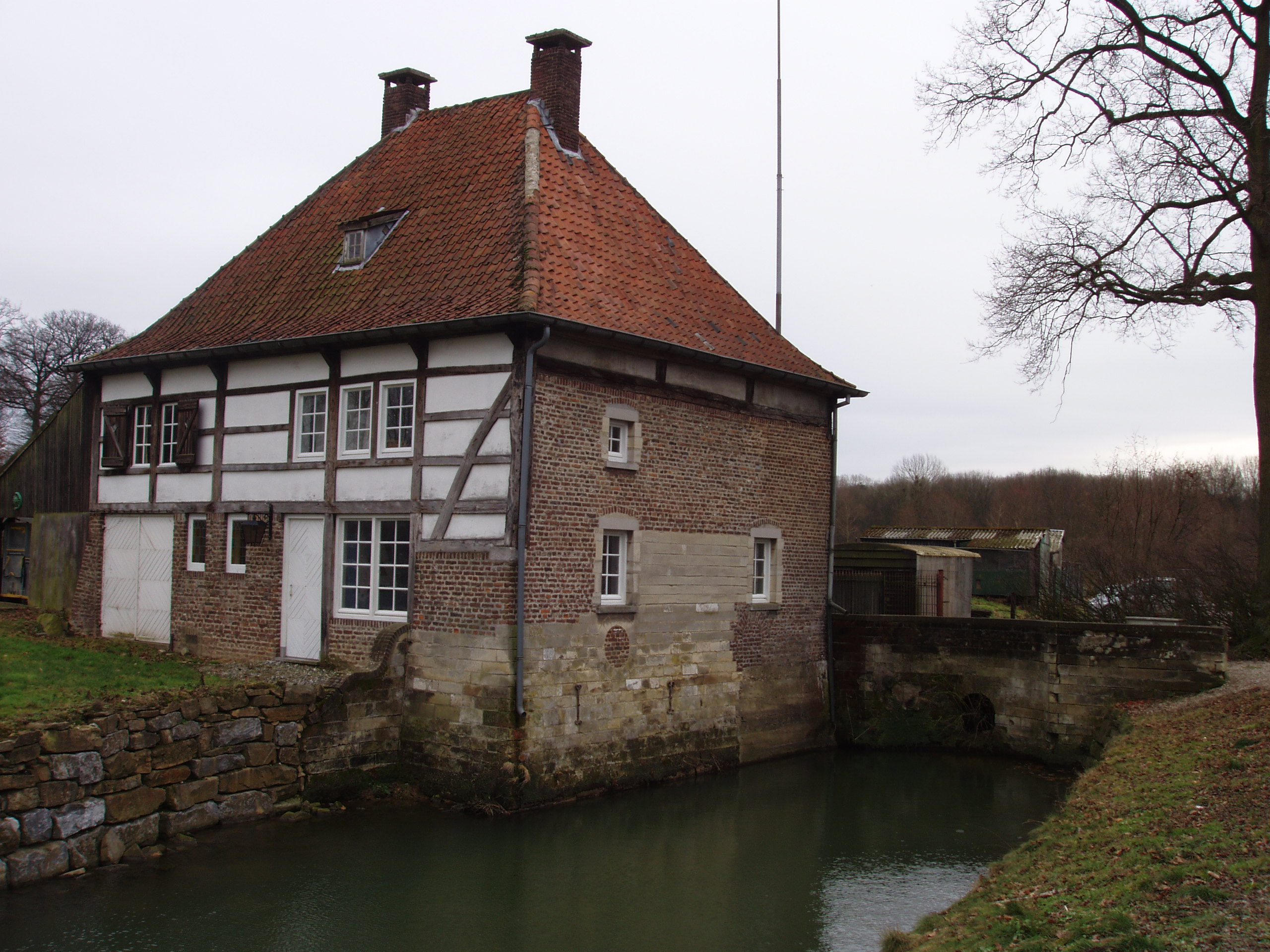
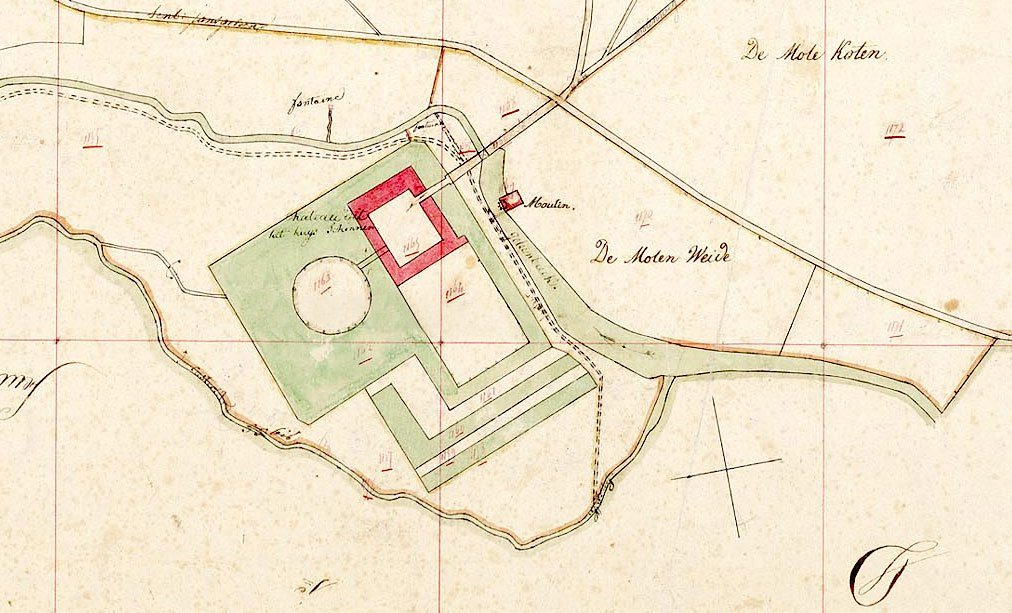
Kaart met kasteel en de molen